# Plutothrix zhangyieensis
Plutothrix zhangyieensis är en stekelart som beskrevs av Yang 1996. Plutothrix zhangyieensis ingår i släktet Plutothrix och familjen puppglanssteklar. Inga underarter finns listade i Catalogue of Life.